# Fronhausen
Fronhausen est une municipalité allemande située dans l'arrondissement de Marbourg-Biedenkopf et dans le land de la Hesse. Elle se trouve entre Giessen et Marbourg.

## Politique et administration
| Période | Période  | Identité         | Étiquette | Qualité |
| ------- | -------- | ---------------- | --------- | ------- |
| ?       | 2015     | Reinhold Weber   |           |         |
| 2016    | en cours | Claudia Schnabel |           |         |

### Jumelages
La commune de Fronhausen est jumelée avec :
- Sonchamp (France) depuis 1982
- La Celle-les-Bordes (France) depuis 1982
- Clairefontaine-en-Yvelines (France) depuis 1982